# Макоті (Північна Дакота)
Макоті (англ. Makoti) — місто (англ. city) в США, в окрузі Ворд штату Північна Дакота. Населення — 148 осіб (2020).

## Географія
Макоті розташоване за координатами 47°57′38″ пн. ш. 101°48′16″ зх. д. / 47.96056° пн. ш. 101.80444° зх. д. (47.960538, -101.804540).  За даними Бюро перепису населення США в 2010 році місто мало площу 0,52 км², уся площа — суходіл. В 2017 році площа становила 1,40 км², уся площа — суходіл.

## Демографія
Згідно з переписом 2010 року, у місті мешкали 154 особи в 71 домогосподарстві у складі 38 родин. Густота населення становила 295 осіб/км².  Було 87 помешкань (166/км²).
Расовий склад населення:
| - 95,5 % — білих |

До двох чи більше рас належало 3,9 %. Частка іспаномовних становила 1,3 % від усіх жителів.
За віковим діапазоном населення розподілялося таким чином: 24,0 % — особи молодші 18 років, 52,6 % — особи у віці 18—64 років, 23,4 % — особи у віці 65 років та старші. Медіана віку мешканця становила 47,5 року. На 100 осіб жіночої статі у місті припадало 113,9 чоловіків;  на 100 жінок у віці від 18 років та старших — 116,7 чоловіків також старших 18 років.
Середній дохід на одне домашнє господарство  становив 51 782 долари США (медіана — 38 750), а середній дохід на одну сім'ю — 77 456 доларів (медіана — 83 000). Медіана доходів становила 30 625 доларів для чоловіків та 48 750 доларів для жінок. За межею бідності перебувало 12,7 % осіб, у тому числі 8,7 % дітей у віці до 18 років та 24,0 % осіб у віці 65 років та старших.
Цивільне працевлаштоване населення становило 84 особи. Основні галузі зайнятості: сільське господарство, лісництво, риболовля — 23,8 %, освіта, охорона здоров'я та соціальна допомога — 22,6 %, транспорт — 10,7 %, роздрібна торгівля — 10,7 %.